# Nordlandshest
Le Nordlandshest ou Lyngshest est une race de chevaux de selle originaire de Norvège. C'est la plus petite des trois races de chevaux norvégiens.

## Dénomination
Son nom se traduit par « cheval de Nordland ». La race est originaire de Lyngen, mais c'est le nom de « Nordlandshest » qui a été retenu en 1968 par les éleveurs du Comté de Nordland. Un compromis ultérieur a été fait avec les éleveurs du Lyngen. 
Le nom officiel de la race est tant Nordlandshest que Lyngshest.

## Histoire

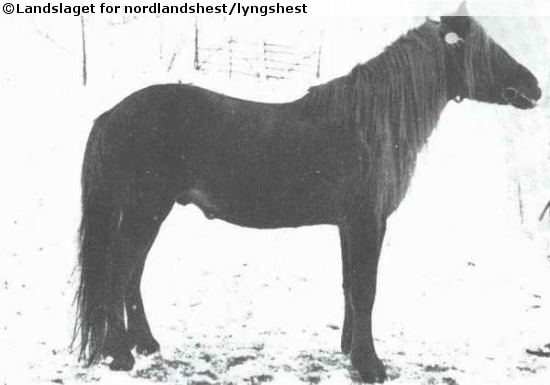
L'étalon Rimfakse.

Il existe de forts désaccords entre spécialistes concernant l'origine de cette race de chevaux ancienne. Ses ancêtres semblent être arrivés en Norvège depuis l'Est à une époque reculée. 
La race est presque éteinte après la Seconde Guerre mondiale. Il ne reste alors que 15 à 20 spécimens, pour la plupart des vieilles juments et un seul étalon du nom de Rimfakse, dont tous les chevaux Nordlandshest/Lyngshest actuels sont les descendants.
Le Nordlandshest actuel est une race composite issue de diverses races locales du nord de la Norvège, dont le Lyngshest. 
Le registre généalogique est créé en 1969. En raison de la forte consanguinité parmi le cheptel restant, un étalon finlandais du nom de Viri est entré en croisement chez la race dans la région de Troms. Ses fils Silver 99 et Monark 115 ont influencé le cheptel du sud du pays durant les années 1980. En 1990, les effectifs de la race sont de 189 sujets.
La race a été sauvée grâce à l'effort de nombreuses personnes, en particulier Christian Klefstad, qui a beaucoup œuvré en voyageant dans toute la Norvège du Nord pour rassembler des chevaux fertiles pour la reproduction.

## Description
D'après Bonnie Lou Hendricks (université de l'Oklahoma), il mesure 1,22  à   1,42 m. La base de données DAD-IS documente une moyenne de 1,30 m, pour un poids moyen de 275 kg.
Il existait historiquement deux types, le Nordlandshest proprement dit et le Lynghshest, plus grand et fort, de robe majoritairement alezane. Cette distinction est tombée en désuétude en raison de fréquents croisements entre les deux types.

### Morphologie

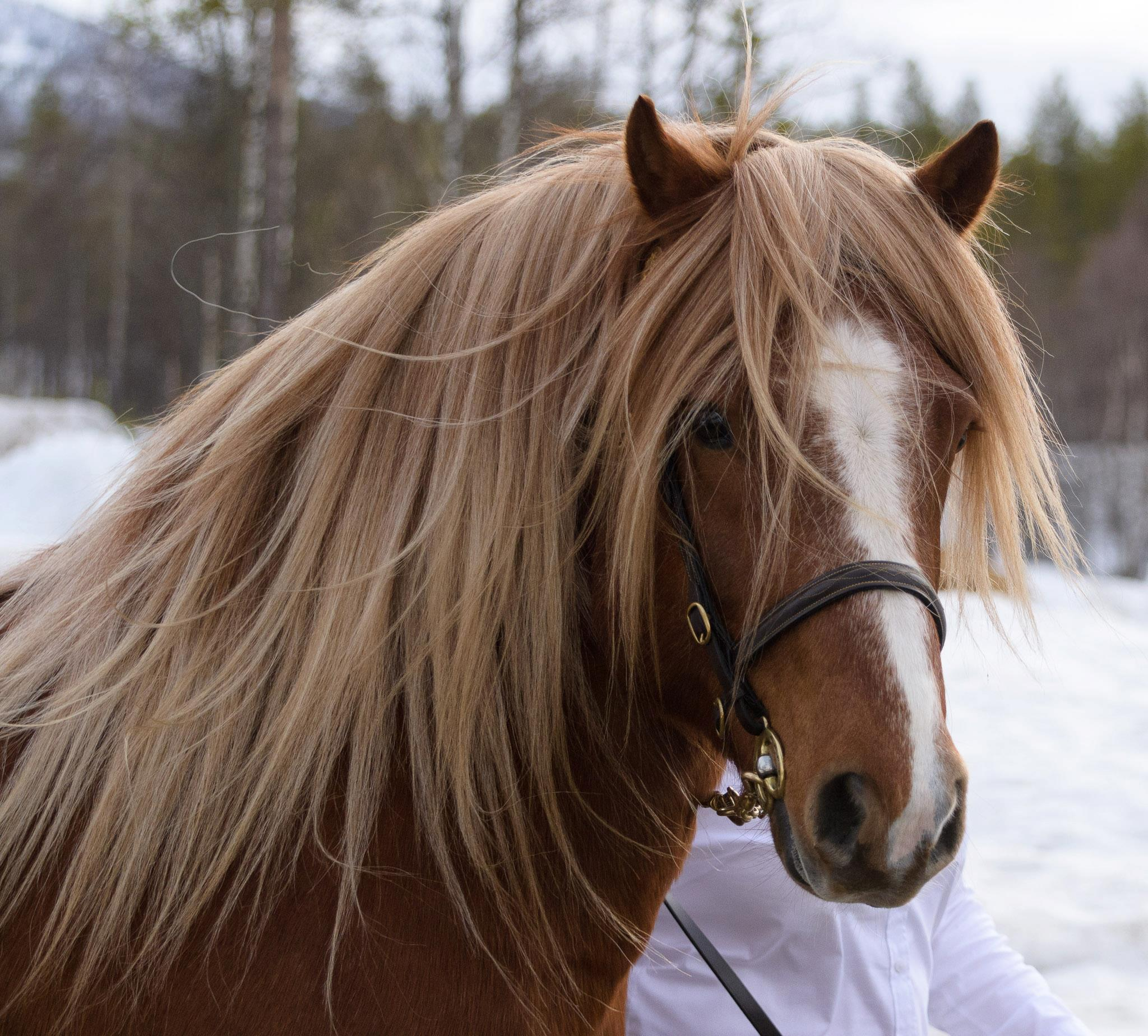
Tête d'un Nordlandshest.

Il présente le type des poneys légers du Nord de l'Europe. C'est un poney robuste. 
La tête présente un profil rectiligne et une bonne largeur entre les deux yeux. Les oreilles sont petites.
Son corps est rectangulaire, avec un dos bien musclé. 
La croupe est généralement inclinée. Les jambes et les sabots sont exceptionnellement solides et résistants.

### Robes
La race présente une large variété de robes, qui sont toutes acceptées dans son standard à quelques exceptions près. Les robes issues du gène Dun, qui sont les robes principales des chevaux de race Fjord, ne sont pas acceptés. 
Les yeux bleus ne sont pas acceptés non plus. L'alezan est la robe dominante. Les grandes marques blanches sont découragées.

### Sélection
En raison des croisements effectués depuis 1950, le Nordlandshest a environ 5 % d'influence du poney Finlandais. La race souffre d'un niveau élevé de consanguinité.

## Utilisations

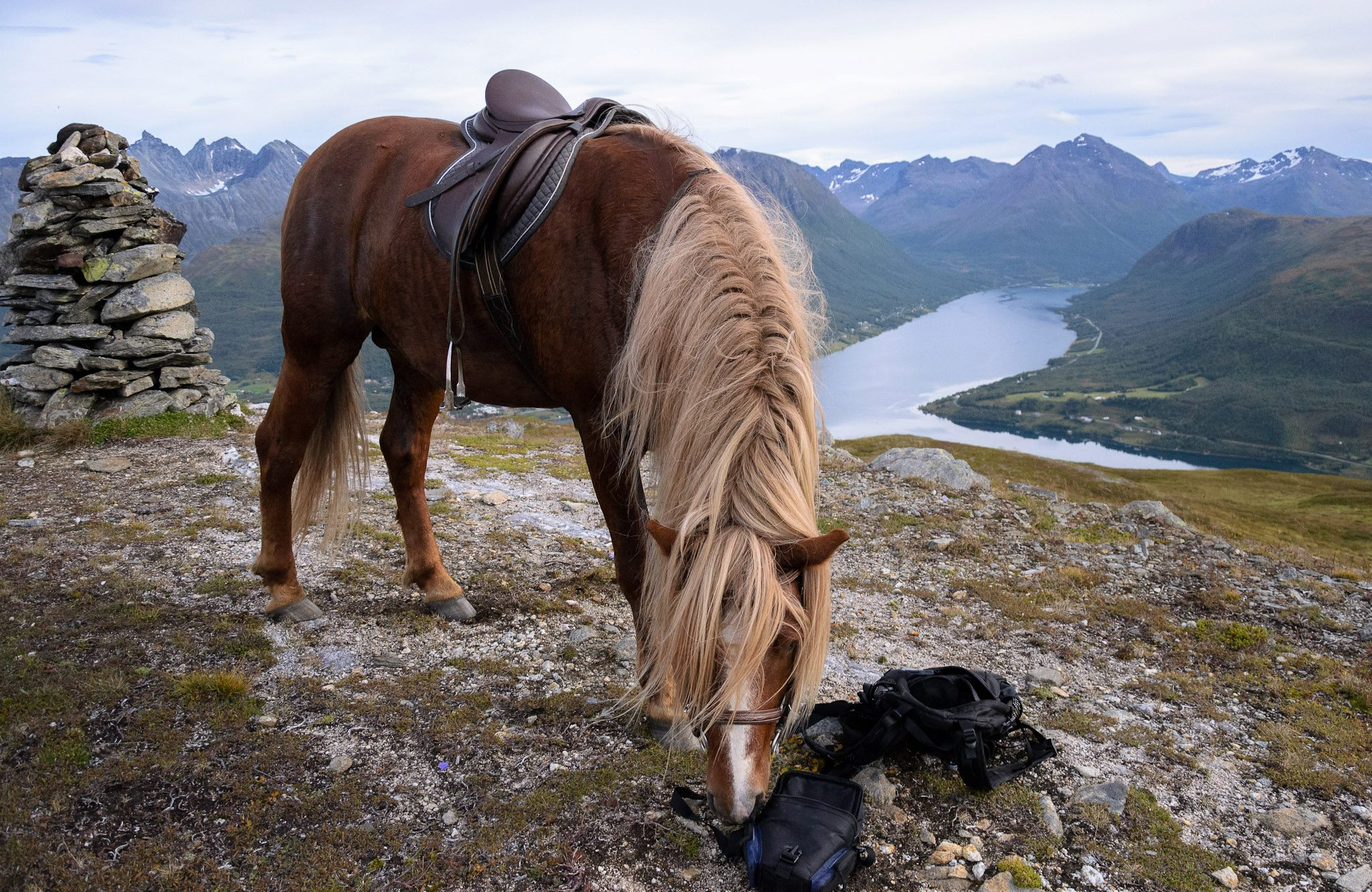
Nordlandshest monté en randonnée.

C'est un poney de selle, monté dans le cadre d'une pratique d'équitation de loisir. Par le passé, il servait aux travaux de ferme et d'agriculture. Il est désormais surtout utilisé pour l'équitation sur poney et l'attelage. Il peut aussi être bâté pour des randonnées en montagne. Il peut servir au ski joëring et aux courses d'obstacles. Il est apprécié pour le contrôle de la végétation en écopâturage et revêt un potentiel touristique.
C'est un très bon cheval familial et de débutants en raison de son caractère calme. 
Il est renommé pour sa capacité à se déplacer en terrain accidenté.

## Diffusion de l'élevage
C'est une race rare et locale, qui se trouve exclusivement en Norvège, plutôt dans le nord du pays,,. La base de données DAD-IS le classe comme race indigène norvégienne en danger d'extinction.
En 2022, les effectifs norvégiens sont de 893 chevaux. La reproduction annuelle est relativement faible, avec environ 150 nouvelles naissances par an.